# 載鋼
奉恩鎮國公載鋼（1823年10月19日—1882年1月21日），愛新覺羅氏，貝勒奕綸第九子，母妾皮氏，慎郡王系第六代。
他在道光三年九月（1823年）出生，道光二十四年十二月（1844年）受封一等輔國將軍，同治四年七月（1865年）成為貝勒奕綺的繼子，並接替弟弟成為慎郡王第六代，但因為慎郡王並非世襲罔替的爵位，因此他的封爵只是奉恩鎮國公。
光緒七年十二月（合1882年）他去世，虛齡五十九岁，由長子溥泰襲封慎郡王系第七代。
嫡妻為毅勇公博啓圖之女（富察氏），繼妻為承恩公西敏之女（鈕祜祿氏）。